# The Naked Gun: From the Files of Police Squad!
The Naked Gun: From the Files of Police Squad! (bra: Corra que a Polícia Vem Aí!; prt: Aonde É que Para a Polícia?) é um filme estadunidense de 1988, do gênero comédia, dirigido por David Zucker e estrelado por Leslie Nielsen, Priscilla Presley, George Kennedy e O.J. Simpson.
Trata-se de uma comédia no estilo pastelão, com diversas piadas de cena e trocadilhos de duplo sentido. O filme é baseado na série de TV Police Squad! estrelada pelo próprio Nielsen. A equipe de criação do núcleo é a mesma da série original da TV, com o roteiro escrito por Jerry Zucker, Jim Abrahams, David Zucker e Pat Proft.
Repleto de referências a outros grandes filmes, principalmente do sistema noir de contar histórias, percebe-se todo um charme e cuidado ao se construir tudo no filme, principalmente nos quesitos enquadramento, música e iluminação.
Lançado nos Estados Unidos no final de 1988, o filme foi um sucesso de crítica e de bilheteria e ganhou duas sequências: The Naked Gun 2½: The Smell of Fear de 1991 e Naked Gun 33⅓: The Final Insult de 1994.

## Elenco
- Leslie Nielsen como tenente Frank Drebin.
- Priscilla Presley como Jane Spencer.
- Ricardo Montalbán como Vincent Ludwig.
- George Kennedy como capitão Ed Hocken.
- O. J. Simpson como detetive Nordberg.
- Susan Beaubian como Wilma Nordberg.
- Nancy Marchand como prefeito Barkley.
- Raye Birk como Pahpshmir.
- Jeannette Charles como rainha Elizabeth 2.ª.
- Ed Williams como Ted Olsen.
- Tiny Ron como Al, técnico de laboratório alto.
- "Weird Al" Yankovic como ele próprio.
- Leslie Maier como ela própria.
- Winifred Freedman como Stephanie.
- Joe Grifcomoi como funcionário das docas do pier 32.

Os jogadores da Major League Baseball Reggie Jackson e Jay Johnstone interpretaram a si mesmos, assim como os árbitros Joe West, Doug Harvey, Hank Robinson, Ken Kaiser e Ron Luciano. Os locutores profissionais Curt Gowdy, Jim Palmer, Tim McCarver, Mel Allen, Dick Enberg, Jesse Ventura, e Dick Vitale aparecem em diversas cenas narrando o jogo nas tribunas do estádio.

## Produção
O filme foi rodado em vários locais nas proximidades de Los Angeles, Califórnia. O lugar onde a Rainha foi recepcionada no filme teve sua locação no Ambassador Hotel, que ficou quase um mês fechado na época para a realização das filmagens (o local é mundialmente famoso por ali ter ocorrido o assassinato do senador norte-americano Robert F. Kennedy). As cenas do jogo de baseball foram realizadas no Dodger Stadium, casa dos Los Angeles Dodgers.

## Recepção

### Crítica
Após o seu lançamento inicial, The Naked Gun: From the Files of Police Squad! recebeu aclamação da crítica, e desde então tem sido considerado como um dos maiores filmes de comédia de todos os tempos. No site agregador Rotten Tomatoes, o filme tem uma taxa de aprovação de 86%, com base em 51 comentários, com uma classificação média de 7,3 de uma escala de 0 a 10. No consenso crítico do site lê-se, "The Naked Gun é cheio de piadas patetas, assíduamente crasso, e, finalmente, hilário." No Metacritic, o filme tem uma pontuação de 76 de 100, com base em 13 críticas, indicando "avaliações favoráveis".
O filme foi eleito como o 14º melhor filme de comédia de todos os tempos numa pesquisa do Channel 4 da Inglaterra. O filme foi selecionado pelo The New York Times como um dos Os 1000 melhores filmes de sempre. Foi nomeado, ainda, como o sétimo melhor filme de comédia numa pesquisa feita pela revista Empire.

### Bilheteria
The Naked Gun: From the Files of Police Squad! arrecadou um pouco mais de US$ 78 milhões nas bilheterias do mundo inteiro. O longa foi lançado em 2 de dezembro de 1988 e no seu primeiro fim de semana o filme ficou em primeiro lugar nas maiores bilheterias dos Estados Unidos, arrecadando US$ 9,3 milhões. Em seu segundo fim de semana no país, o filme caiu uma posição na lista, perdendo para Twins (este último arrecadou US$ 11,2 milhões contra US$ 6,1 milhões de The Naked Gun).